# 대리석도마뱀붙이
대리석도마뱀붙이(marbled gecko, marbled southern gecko)는 호주 본토 남부의 빅토리아주에서 웨스턴오스트레일리아주까지에 서식하는 도마뱀붙이류이다. 도시 주택가 등 다양한 서식지에 잘 적응한다.

## 분류
존 에드워드 그레이가 1845년에 이 종을 최초로 공식적으로 기술하였는데, Diplodactylus에 분류하여 학명은 Diplodactylus marmoratus 이 되었다. 그레이의 발견은 증류주에 보존된 네 개의 표본에 기반한 것이다. 표본들은 웨스턴오스트레일리아주의 애브롤호스 제도(en:Houtman Abrolhos)에서 수집되었으며, "길버트 씨"가 보유하다 영국박물관에 기부하였다. 그레이는 다른 사람이 기부한 탈색된 표본을 조사했는데, 이 표본을 같은 출판물에서 다른 종(Goniodactylus australis)으로 잘못 기술하고 말았다. 불란저(Boulenger)는 1885년에 D. marmoratus를 Phyllodactylus에 분류하였다. 1984년에 웰스(Wells)와 웰링턴(Wellington)이 이 종을 Christinus에 분류하였다.
킹(king)이 1977년에 실시한 연구는 대리석도마뱀붙이가 서식지역에 따라 상당히 다양한 핵형을 지닌다는 것을 보여주었다. 도넬리안(Donnellan) 외의 추가 연구(2000)는 이 종이 서방대리석도마뱀붙이(Western Marbled Gecko, C. marmoratus marmoratus), 남방대리석도마뱀붙이(Southern Marbled Gecko, C. marmoratus dactylus)의 두 아종으로 나뉜다는 것을 보여주었다.

## 서술

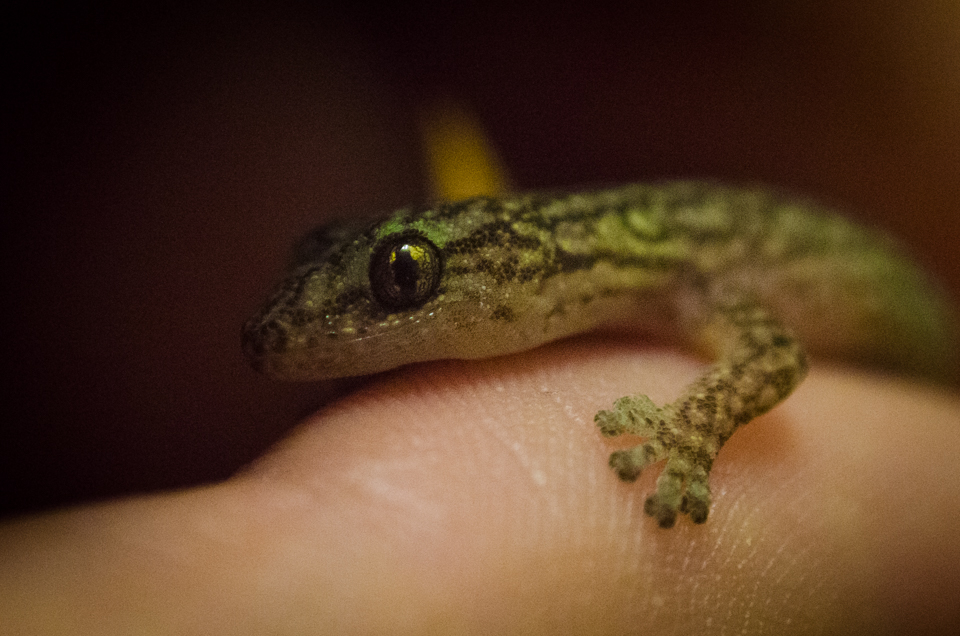
머리의 근접사진. 발가락의 빨판에 주목하자.

성체는 주둥이부터 항문까지의 길이가 50mm, 무게는 약 2.5g에 달한다. 이 녀석들은 꼬리에 지방을 저장하는데, 위협받으면 피하기 위해 꼬리를 스스로 끊을 수 있다.(en:autotomy) 꼬리가 재생되는 데 8달이 소요된다. 완전히 재생된 꼬리는 윗부분의 피부의 색깔과 무늬가 원래의 꼬리와 크게 다르다. 원래의 꼬리는 근육도 훨씬 잘 발달되어있다. 유체는 꼬리에 지방을 저장하지 않으며, 성체보다 꼬리를 훨씬 쉽게 떼낸다.

## 분포와 서식지
대리석도마뱀붙이는 호주에서 제일 남쪽에 서식하는 도마뱀붙이류이다. 뉴사우스웨일스주의 북동부에서 사우스오스트레일리아주의 남서부, 사우스오스트레일리아주와 웨스턴오스트레일리아주 해안가의 수많은 섬들에 서식한다. 이 녀석들은 개방된 덤불지대, 경엽수림(en:sclerophyll forest), 강가의 숲, 도시 지역 등의 다양한 서식지에서 발견된다.

## 생태와 습성

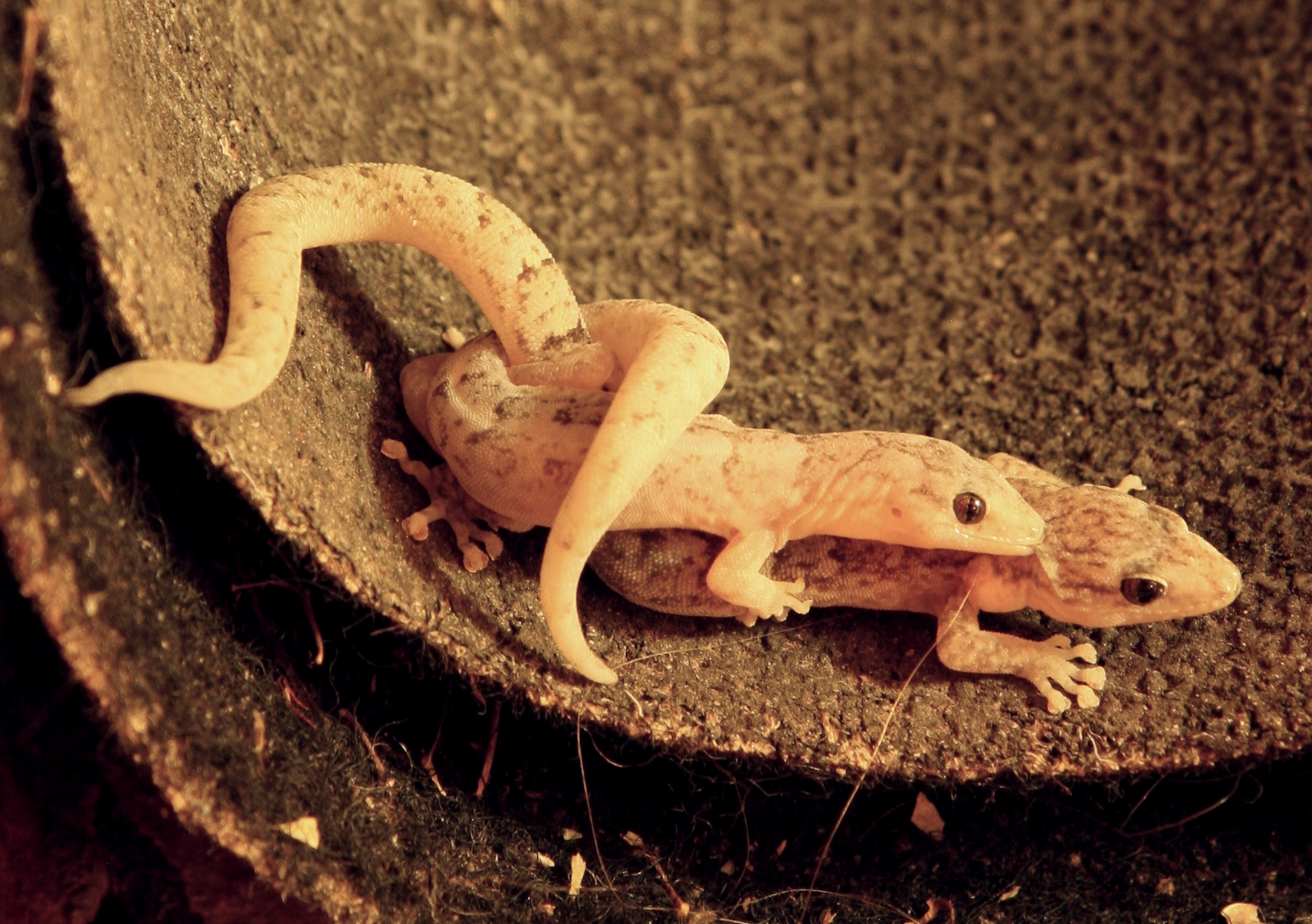
교미 중인 암수 개체.

대리석도마뱀붙이는 야행성 충식동물이다. 무더운 여름엔 보통 깊은 틈새와 굴에서 낮을 보내고, 추운 계절에는 바위 밑에 모인다. 강기슭의 개체들은 보통 낮에는 큰 유칼립투스 나무에서 벗겨진 두꺼운 나무껍질에서 지낸다. 대리석도마뱀붙이는 보통 10마리까지 무리를 이루어 지내며, 대부분의 무리에는 한 마리 수컷이 있다. 대부분의 도마뱀붙이류가 영역 행동을 보인다는 것을 고려해볼 때, 대리석도마뱀붙이류가 이렇게나 곧잘 뭉친다는 것은 참 신기하다.(카니 외는 발견한 개체들 중 4분의 1은 뭉쳐지낸다고 보고했다.) 이는 아마도 더 많은 짝짓기 기회, 공동 경계, 혹은 단순히 더 좋은 서식지와 관련이 있을지 모른다는 의견이 존재한다. 앵글레타(Angiletta)와 워너(Werner)(1998)는 대리석도마뱀붙이가 선호하는 체온은 27.7 °C이라는 것을 발견했는데, 낮이나 밤의 평균 체온보다 훨씬 높았다. 이후의 카니(Kearney)와 프레다벡(Predavec)의 조사(2000)는 대리석도마뱀붙이가 바위 표면에 몸을 납작하게 밀착시키는 등의 자세 조절을 통한 체온조절능력이 있을지 모른다는 것을 밝혀냈다. 이 녀석들은 바위의 온도를 재기 위해서라는듯이 주둥이를 바위에 대보기도 한다. 이 녀석들은 소리를 지르기도 하지만, 공격당하지 않을 때는 거의 소리지르지 않는다. 공격당하면 끽끽대기도 한다.